# ثعبان سبيني ايل
الاسم سبيني ايل (Spiny eel) أو الثعبان الثعبان الشوكي لوصف أعضاء من عائلتين مختلفتين من الأسماك: وهي عائلة الـ Mastacembelidae، تعيش في المياه العذبة في آسيا وأفريقيا، والعائلة التي تعيش في البحار (أعماق البحار عموما) Notacanthidae. كليهما سميا بذلك الاسم بسبب شكلهما الشبيه بالثعابين، وامتلاكهما أعمدة فقرية عديدة تسبق الزعنفة الظهرية. السبيني ايل يأتي من ثلاثة أماكن. الشرق الأوسط، جنوب شرق آسيا وأفريقيا.